# Kanton Vincennes-Ouest
Kanton Vincennes-Ouest is een voormalig kanton van het Franse departement Val-de-Marne. Kanton Vincennes-Ouest maakte deel uit van het arrondissement Nogent-sur-Marne en telde 21.538 inwoners (1999).
Het werd opgeheven bij decreet van 17 februari 2014 met uitwerking in maart 2015.

## Gemeenten
Het kanton Vincennes-Ouest omvatte enkel een deel van de gemeente Vincennes.